# Équipe de Croatie de football au Championnat d'Europe 2004
L'équipe de Croatie de football participe à son 2e championnat d'Europe lors de l'édition 2004 qui se tient au Portugal du 12 juin 2004 au 4 juillet 2004. Les Croates se trouvent dans le groupe B et ils sont éliminés en phase de poule en se classant avant-derniers.

## Phase qualificative
La phase qualificative est composée de dix groupes. Les dix vainqueurs de poule sont directement qualifiés et les dix deuxièmes s'affrontent en barrages d'où ressortent cinq vainqueurs. Ces quinze équipes disputent l'Euro 2004 et ils accompagnent le Portugal, qualifié d'office en tant que pays organisateur. La Croatie termine 2e du groupe 8 puis elle élimine la Slovénie.
| Rang | Équipe   | Pts | J | G | N | P | Bp | Bc | Diff |  | Résultats (▼ dom., ► ext.) |     |     |     |     |     |
| ---- | -------- | --- | - | - | - | - | -- | -- | ---- |  | -------------------------- | --- | --- | --- | --- | --- |
| 1    | Bulgarie | 17  | 8 | 5 | 2 | 1 | 13 | 4  | +9   |  | Bulgarie                   |     | 2-0 | 2-2 | 2-0 | 2-1 |
| 2    | Croatie  | 16  | 8 | 5 | 1 | 2 | 12 | 4  | +8   |  | Croatie                    | 1-0 |     | 4-0 | 0-0 | 2-0 |
| 3    | Belgique | 16  | 8 | 5 | 1 | 2 | 11 | 9  | +2   |  | Belgique                   | 0-2 | 2-1 |     | 2-0 | 3-0 |
| 4    | Estonie  | 8   | 8 | 2 | 2 | 4 | 4  | 6  | -2   |  | Estonie                    | 0-0 | 0-1 | 0-1 |     | 2-0 |
| 5    | Andorre  | 0   | 8 | 0 | 0 | 8 | 1  | 18 | -17  |  | Andorre                    | 0-3 | 0-3 | 0-1 | 0-2 |     |

| Équipe 1 | Résultat | Équipe 2 | Aller | Retour |
| -------- | -------- | -------- | ----- | ------ |
| Croatie  | 2 - 1    | Slovénie | 1 - 1 | 1 - 0  |

## Phase finale

### Phase de groupe
| Groupe B |            |     |   |   |   |   |    |    |      |
|          | Équipe     | Pts | J | G | N | P | Bp | Bc | Diff |
| 1        | France     | 7   | 3 | 2 | 1 | 0 | 7  | 4  | +3   |
| 2        | Angleterre | 6   | 3 | 2 | 0 | 1 | 8  | 4  | +4   |
| 3        | Croatie    | 2   | 3 | 0 | 2 | 1 | 4  | 6  | -2   |
| 4        | Suisse     | 1   | 3 | 0 | 1 | 2 | 1  | 6  | -5   |

| 13 juin | Suisse     | 0 | 0 | Croatie    |
| 13 juin | Angleterre | 1 | 2 | France     |
| 17 juin | Angleterre | 3 | 0 | Suisse     |
| 17 juin | Croatie    | 2 | 2 | France     |
| 21 juin | Croatie    | 2 | 4 | Angleterre |
| 21 juin | Suisse     | 1 | 3 | France     |

| 13 juin 2004                      | Suisse   | 0 – 0 | Croatie | Estádio Dr. Magalhaes Pessoa, Leiria              |                                                   |
| 17:00 · Historique des rencontres |          |       |         | Spectateurs : 24 090 Arbitrage : Lucílio Baptista | Spectateurs : 24 090 Arbitrage : Lucílio Baptista |
| 17:00 · Historique des rencontres | (Report) |       |         | Spectateurs : 24 090 Arbitrage : Lucílio Baptista | Spectateurs : 24 090 Arbitrage : Lucílio Baptista |

| 17 juin 2004                      | Croatie                      | 2 – 2 | France                          | Estádio Dr. Magalhaes Pessoa, Leiria                |                                                     |
| 19:45 · Historique des rencontres | Rapaić 48e (pen.) · Pršo 52e |       | Tudor 22e (csc) · Trezeguet 64e | Spectateurs : 29 160 Arbitrage : Kim Milton Nielsen | Spectateurs : 29 160 Arbitrage : Kim Milton Nielsen |
| 19:45 · Historique des rencontres | (Report)                     |       |                                 | Spectateurs : 29 160 Arbitrage : Kim Milton Nielsen | Spectateurs : 29 160 Arbitrage : Kim Milton Nielsen |

| 21 juin 2004                      | Croatie                 | 2 – 4 | Angleterre                                   | Estádio da Luz, Lisbonne                           |                                                    |
| 19:45 · Historique des rencontres | N. Kovač 5e · Tudor 73e |       | Scholes 40e · Rooney 45+1e 68e · Lampard 79e | Spectateurs : 57 047 Arbitrage : Pierluigi Collina | Spectateurs : 57 047 Arbitrage : Pierluigi Collina |
| 19:45 · Historique des rencontres | (Report)                |       |                                              | Spectateurs : 57 047 Arbitrage : Pierluigi Collina | Spectateurs : 57 047 Arbitrage : Pierluigi Collina |

## Effectif
Sélectionneur : Otto Barić
| No. | Pos.      | Joueur          | Date de naissance et âge | Sélec. | Club              |
| --- | --------- | --------------- | ------------------------ | ------ | ----------------- |
| 1   | Gardien   | Vladimir Vasilj | 6 juillet 1975           |        | NK Varteks        |
| 2   | Défenseur | Mario Tokić     | 23 juillet 1975          |        | Grazer            |
| 3   | Défenseur | Josip Šimunić   | 18 février 1978          |        | Hertha Berlin     |
| 4   | Milieu    | Stjepan Tomas   | 6 mars 1976              |        | Fenerbahçe        |
| 5   | Défenseur | Igor Tudor      | 16 avril 1978            |        | Juventus de Turin |
| 6   | Milieu    | Boris Živković  | 15 novembre 1975         |        | VfB Stuttgart     |
| 7   | Milieu    | Milan Rapaić    | 16 août 1973             |        | AC Ancône         |
| 8   | Milieu    | Darijo Srna     | 1er mai 1982             |        | Chakhtar Donetsk  |
| 9   | Attaquant | Dado Pršo       | 5 novembre 1974          |        | AS Monaco         |
| 10  | Milieu    | Niko Kovač      | 15 octobre 1971          |        | Hertha Berlin     |
| 11  | Attaquant | Tomislav Šokota | 8 avril 1977             |        | Benfica Lisbonne  |
| 12  | Gardien   | Tomislav Butina | 30 mars 1974             |        | Club Bruges       |
| 13  | Défenseur | Dario Šimić     | 12 novembre 1975         |        | AC Milan          |
| 14  | Défenseur | Mato Neretljak  | 3 juin 1979              |        | Hajduk Split      |
| 15  | Milieu    | Jerko Leko      | 9 avril 1980             |        | Dynamo Kiev       |
| 16  | Défenseur | Marko Babić     | 28 janvier 1981          |        | Bayer Leverkusen  |
| 17  | Attaquant | Ivan Klasnić    | 29 janvier 1980          |        | Werder de Brême   |
| 18  | Attaquant | Ivica Olić      | 14 septembre 1979        |        | CSKA Moscou       |
| 19  | Attaquant | Ivica Mornar    | 12 janvier 1974          |        | Portsmouth        |
| 20  | Milieu    | Đovani Roso     | 17 novembre 1972         |        | Maccabi Haïfa     |
| 21  | Défenseur | Robert Kovač    | 6 avril 1974             |        | Bayern Munich     |
| 22  | Milieu    | Nenad Bjelica   | 20 août 1971             |        | Kaiserslautern    |
| 23  | Gardien   | Joey Didulica   | 14 octobre 1977          |        | Austria Vienne    |

## Navigation